# Erich Weiss (Journalist)
Erich Weiss (* 8. August 1947 in Wien) ist ein ehemaliger österreichischer Fernsehjournalist.

## Leben
Nach einem Studium der Rechtswissenschaften kam er 1969 als freier Mitarbeiter zum ORF. 1972 war er erstmals als Sportkommentator bei der damaligen Eishockey-Weltmeisterschaft und den Olympischen Spielen 1972 im Einsatz. Der im selben Jahr neu ernannte ORF-Sportchef Teddy Podgorski beauftragte ihn im Anschluss, vor und hinter der Kamera die Sportveranstaltungen zu kommentieren. Von da an war Weiss ein fixer Bestandteil des österreichischen öffentlich-rechtlichen Sportfernsehens. So berichtete er oft von Eishockey-Weltmeisterschaften, einer seiner Domänen, insbesondere von den Begegnungen zwischen der ČSSR, einige Jahre nach dem Prager Frühling, gegen den mehrfachen Weltmeister Sowjetunion, oder zwischen der Sowjetunion und dem mehrfachen Weltmeister Kanada. Darüber hinaus berichtete Weiss von Olympischen Sommerspielen und Olympischen Winterspielen sowie von zahlreichen Skirennen, Ruderwettbewerben und Reitsportveranstaltungen. Von 1976 bis 1991 war er als fest angestellter Journalist in der Sportredaktion des ORF tätig. Ab 1991 war er leitender Redakteur des ORF-TV-Sports. Er moderierte außerdem das Sport-Bild, Sport Arena, Sport aktuell und, neben Sigi Bergmann, Gerhard Zimmer und Robert Seeger, die Sendung Sport am Montag. Seit 2010 war Weiss Kommentator im ServusTV-Eishockey-Magazin Hockey Night.
Auch seine Tochter, Constanze Weiss, widmete sich dem Sport und ist Reporterin bei Sky Sport Austria.

## Auszeichnungen (Auswahl)
1987 erhielt er die Goldmedaille des internationalen Eishockeyverbands und 2005 einen Preis von der AIPS. Weiters bekam er 1991 und 1996 die Romy als beliebtester Sportmoderator verliehen.